# Sepultura
Sepultura (v portugalštině výraz pro hrob nebo hrobka) je brazilská metalová skupina z města Belo Horizonte, kterou v roce 1984 založili bratři Max a Igor Cavalerovi. Na konci 80. a začátkem 90. byla hlavní silou v žánrech jako groove metal, thrash metal a death metal. Později ve své tvorbě čerpala ze stylů jako alternativní metal, world music, nu metal, hardcore punk a industrial metal. Sepultura je považována za jednoho z představitelů druhé vlny thrash metalu v pozdních osmdesátých letech a první půli let devadesátých.
Během své existence skupina prodělala několik personálních změn. Max a Igor Cavalerovi odešli v letech 1996 resp. 2006. Současná sestava Sepultury se skládá ze zpěváka Derricka Greena, kytaristy Andrease Kissera, basáka Paula Jr. a bubeníka Greysona Nekrutmana. Po odchodu Igora Cavalery v roce 2006 v kapele nezůstali žádní původní členové. Paulo Jr., který je členem Sepultury od roku 1985, je jediným členem, který se objevil na všech nahrávkách. Kisser, který nahradil kytaristu Jaira Guedze, se Sepulturou debutoval na jejich druhém studiovém albu Schizophrenia (1987); on a Paulo Jr. jsou jediní členové, kteří se objevili na zbytku studiové tvorby.[zdroj?]
Sepultura k září 2022 vydala patnáct studiových alb, poslední je zatím Quadra (2020). Mezi nejúspěšnější alba patří Beneath the Remains (1989), Arise (1991), Chaos A.D. (1993) a Roots (1996). Ve Spojených státech amerických Sepultura prodala přes 3 miliony nosičů a téměř 20 milionů po celém světě, čímž získala několik zlatých a platinových ocenění v různých zemích jako jsou Francie, Austrálie, Indonésie, USA, Kypr a jejich domovská Brazílie.

## Historie
Základ kapely byl položen již v roce 1980, kdy spolu začali hrát bratři Max Cavalera (zpěv, kytara) a Igor Cavalera (bicí). Samotná kapela vznikla v roce 1984, kdy se k bratřím Cavalerům připojili kytarista Jairo Guedez a baskytarista Paulo Jr. V roce 1985 vydala své první EP nazvané Bestial Devastations, které vyšlo jako split nahrávka Século X.X. / Bestial Devastation s krajany Overdose. Následující rok vyšlo první studiové album kapely nazvané Morbid Visions. Po vydání Morbid Visions kapelu opustil Jairo Guedez a na jeho místo nastoupil Andreas Kisser. V roce 1987 vyšlo druhé album Sepultury pojmenované Schizophrenia, které bylo zlomem v historii skupiny. Všechna dosavadní alba vyšla u firmy Cogumelo Records. Právě album Schizophrenia zapříčinilo to, že kapela podepsala smlouvu s Roadrunner Records.
Pod hlavičkou Roadrunner Records vyšlo v roce 1989 album Beneath The Remains, které bylo následováno dlouhým evropským turné. V roce 1991 se z dílny Sepultury vynořilo album Arise, které vyšlo 4. dubna. Díky tomuto počinu se kapela stala jednou z nejvíce velebených skupin 90. let. Následující album pojmenované Chaos A.D. vyšlo v roce 1993 a bylo velkým hitem mezi fanoušky metalové hudby, navíc se na něm poprvé začal objevovat zvuk punk rocku. Tento trend pokračoval i na následujícím albu Roots (vydáno 1996).
Od té doby ale začaly kapelu postihovat skoro jen samé starosti a problémy. První nepříjemná událost se stala v roce 1996, kdy před vystoupením na festivalu Monsters of Rock v anglickém Donnington Parku kytarista a zpěvák skupiny Max Cavalera společně se svojí ženou a manažerkou Sepultury Glorií odjeli do Ameriky kvůli smrti jejich syna při autonehodě. Kapela tedy vystoupila jako trio.
Rok 1996 se černě nezapsal jen do života Cavalerů, ale i do historie Sepultury. Ke konci roku 1996 kapelu opustil právě Max Cavalera a založil vlastní kapelu Soulfly.
Díru po Cavalerovi zacelil Američan Derrick Green. Společně s Greenem kapela v roce 1998 vydala album Against. To však bylo méně úspěšné, než dva jeho předchůdci. V tomto duchu se neslo i následující album Nation. Na těchto dvou albech se Sepultura začala vzdalovat thrash metalu. V roce 2002 vyšlo živé album Under A Pale Grey Sky, což je záznam posledního koncertu Maxe Cavalery se Sepulturou. Kapela toto album neuznává jako oficiálně vydané. V témž roce vyšlo i EP Revolusongs. V roce 2003 skupina vydala album Roorback, které přineslo spoustu pozitiv. Tímto albem se seskupení rozžehnalo s Roadrunner Records a přešlo pod SPV GmbH. Pod hlavičkou SPV již vyšlo živé album Live in São Paulo.
V dubnu roku 2006 vyšlo album Dante XXI, které bylo hodně diskutované, protože se k němu kapela moc nehlásila.[zdroj?] Album mělo velký úspěch zvlášť písní Convicted in Life.

O tři roky později vyšlo (už bez Igora Cavalery) album A-Lex. S novým bubeníkem Jeanem Dollabellou vytvořila kapela z pohledu stálých alb trochu odlišnou řadovou desku, na níž jde poznat změna na postu bicích.
V červnu 2011 Sepultura vydala další album s názvem Kairos. Po pěti letech ve stejné sestavě nahrála tahle čtyřka album plné síly. Derrickův jasný hlas, Andreasovy perfektní riffy, Paulova basa a Jeanovy bubny. Tak se dá charakterizovat toto album.
Sepultura vystoupila v ČR v letech 2010 a 2011 na festivalu Brutal Assault a na konci roku 2011 ještě na koncertu v Praze. V neděli 10. června 2012 kapela zahájila 10. června turné po ČR koncertem ve Velkém Meziříčí.
V roce 2017 vydala skupina desku Machine Messiah, kterou český web iREPORT zhodnotil převážně pozitivně a vyzdvihl skvělou formu zpěváka Derricka Greena.
8. prosince 2023 Sepultura oznámila, že se vydá na 18měsíční světové turné s názvem Celebrating Life Through Death World Tour, kde s fanoušky oslaví 40 let existence a také zároveň rozloučení se skupinou. Kapela se rozhodla pro ukončení činnosti, který plánuje v roce 2025.
Dne 27. února 2024 Sepultura oznámila, že bubeník Eloy Casagrande odešel přátelsky ze skupiny, aby se věnoval vedlejším projektům. Jeho místo nahradí bubeník Greyson Nekrutman ze skupiny Suicidal Tendencies.

## Diskografie
Dema
- Rehearsal (1986)

Studiová alba
- Morbid Visions (1986)
- Schizophrenia (1987)
- Beneath the Remains (1989)
- Arise (1991)
- Chaos A.D. (1993)
- Roots (1996)
- Against (1998)
- Nation (2001)
- Roorback (2003)
- Dante XXI (2006)
- A-Lex (2009)
- Kairos (2011)
- The Mediator Between Head and Hands Must Be the Heart (2013)
- Machine Messiah (2017)
- Quadra (2020)

EP
- Bestial Devastation (1990)
- Third World Posse (1992)
- Natural Born Blasters (1996)
- Revolusongs (2002)
- Dupla Identidade (2014)

Kompilační alba
- The Roots of Sepultura (1996)
- B-Sides (1997)
- Blood-Rooted (1997)
- The Best of Sepultura (2006)

Živá alba
- Under A Pale Grey Sky (2002)
- Live in São Paulo (2005) – kolekce 2 CD
- Metal Veins – Alive in Rock in Rio (2014)
- Above the Remains Official Bootleg: Live in Germany '89 (2018)
- SepulQuarta (2021)[25]

Split nahrávky
- Século X.X. / Bestial Devastation (1985) – společně s brazilskou kapelou Overdose
- Morbid Visions / Cease to Exist (1989) – společně s americkou kapelou Mental Onslaught
- Rock Power Magazine Presents Sepultura / Atom Seed (1991)
- Blisters for Your Fingers (1993) – audiokazeta, společně s americkou kapelou Prong
- Elder Gods (2015) – společně s americkou kapelou Exodus

Samplery
- The Lost Tapes of Cogumelo (1990) – společně s brazilskými kapelami Holocausto, Overdose, Sarcófago, Mutilator a Chakal[26]
- Nativity in Black: A Tribute to Black Sabbath Sampler (1995)
- Sepultura / Spineshank (1998) – promo sampler na audiokazetě
- Against (2001) – CD sampler
- Roadrunner Records 25th Anniversary Special Edition Sampler Volume 1 (2005)
- Convicted in Life (2006) – sampler společně s Moonspell a Beyond Fear

Promo nahrávky
- Roadrunner Breaking Barriers Vol. 2 (1991) – společně s Heathen, Heads Up a Malevolent Creation
- Roadrunner Breaking Barriers Vol. 4 (1991) – společně s Crimson Glory, Believer a Powersurge

Tribute alba
- Selections from Nativity in Black: A Tribute to Black Sabbath (1994) – na počest Black Sabbath

Box sety
- The Roadrunner Albums: 1985–1996 (2017) – šest 12" vinylů obsahuje ranou tvorbu, konkrétně alba Morbid Visions / Bestial Devastation, Schizophrenia, Beneath the Remains, Arise, Chaos A.D. a Roots
- Sepulnation: The Studio Albums 1998–2009 (2021) – mapuje druhou fázi kapely již se zpěvákem Derrickem Greenem; obsahuje nahrávky Against, Nation, Roorback, Revolusongs, Dante XXI a A-Lex

## Videografie
- Under Siege (Live in Barcelona) (1991) – VHS kazeta
- Territory (1993) – VHS kazeta, obsahuje jediný videoklip Territory
- Third World Chaos (1995) – VHS kazeta
- We Are What We Are (1996) – VHS kazeta
- Tribal Devastation (1997) – VHS kazeta
- Chaos DVD (2002) – DVD
- Live in São Paulo (2005) – kolekce 2 DVD
- We've Lost You (2009) – promo videoklip na DVD
- Metal Veins: Alive at Rock in Rio (2013) – Blu-ray

## Členové kapely

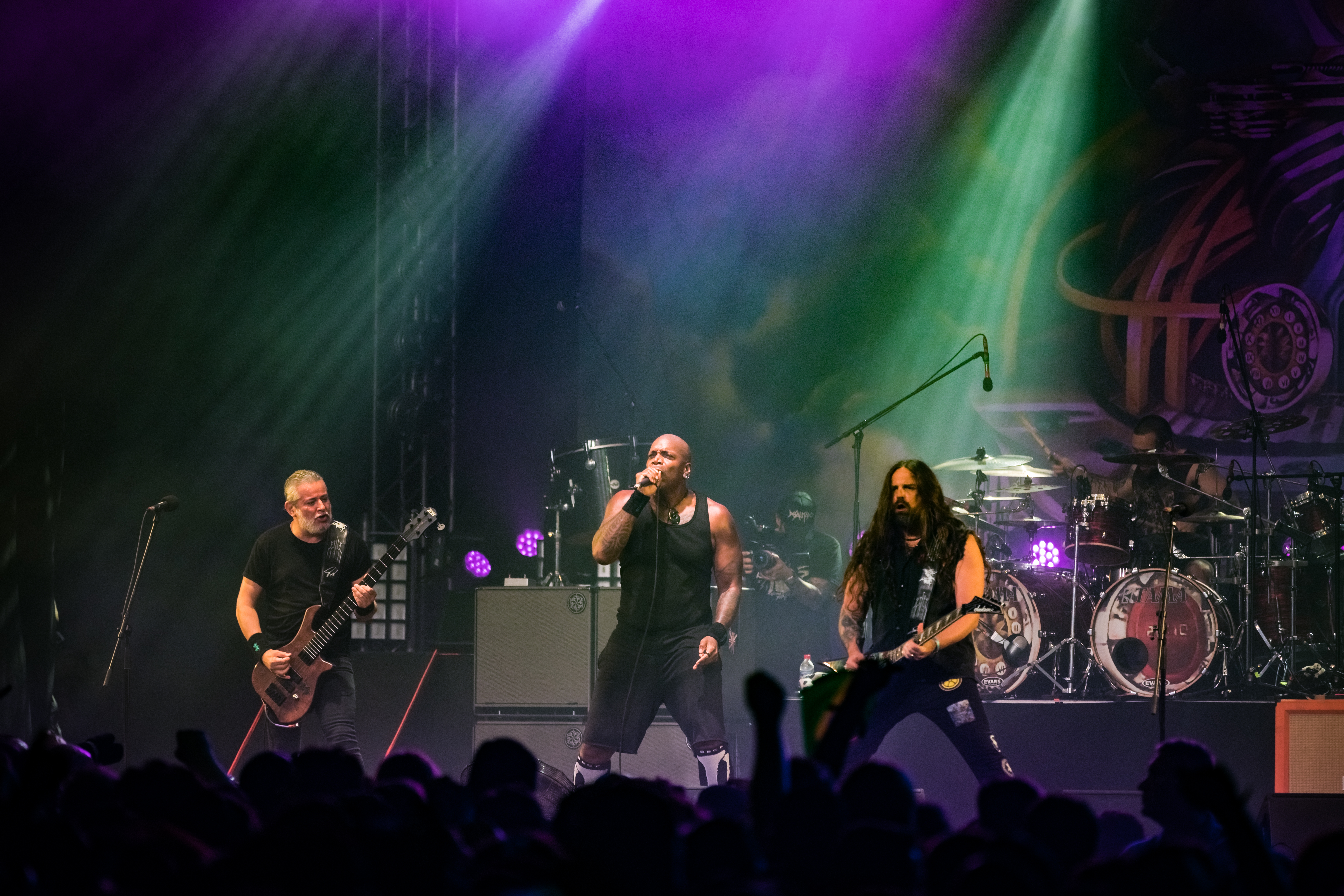
Sepultura na festivalu Wacken Open Air v roce 2018

### Současní členové
- Derrick Green – zpěv, perkuse (kytara 1998-2005)
- Andreas Kisser – kytary
- Paulo Jr. – baskytara
- Greyson Nekrutman – bicí

### Bývalí členové
- Igor Cavalera – bicí, perkuse (1984–2006)
- Max Cavalera – Zpěv (1985–1996), rytmická kytara, perkuse (1986–1996), sólo kytara (1984–1986)
- Cássio – rytmická kytara (1984)
- Wagner Lamounier – zpěv (1984–1985)
- Roberto Raffan – bass (1984–1985)
- Beto Pinga – bicí (1984)
- Roberto UFO – rytmická kytara (1984)
- Julio Cesar Vieira Franco – rytmická kytara (1985–1986)
- Jairo Guedz – sólo kytara (1985–1987)
- Jean Dolabella – bicí, perkuse (2006–2011)
- Eloy Casagrande – bicí

Náhradníci
- Silvio Golfetti – sólo kytara (1991)
- Guilherme Martin – bicí (2005)
- Roy Mayorga – bicí, perkuse (2006)
- Amilcar Christófaro – bicí, perkuse (2011)
- Kevin Foley – bicí, perkuse (2013)